# Vezet
Vezet là một xã ở tỉnh Haute-Saône trong vùng Franche-Comté phía đông Pháp. Xã có diện tích 11,66 km², dân số năm 2006 là 186 người. Khu vực này có độ cao từ 207-263 mét trên mực nước biển.